# Kogaluk River
Der Kogaluk River ist ein 52 km langer Fluss in der kanadischen Provinz Neufundland und Labrador.

## Flusslauf
Der Kogaluk River bildet den Abfluss des Cabot Lake, der eine 18 km lange Flussverbreiterung darstellt. Der Flusslauf oberhalb des Sees wurde früher dem Kogaluk River zugerechnet. Heute heißt der Oberlauf „Head Brook“.
Der Kogaluk River verlässt den Cabot Lake an dessen östlichem Ende. Er fließt 40 km in östlicher Richtung. Dabei schneidet er sich durch das Hügelland des Kanadischen Schildes. Auf den letzten 10 km wendet er sich allmählich nach Norden. Der Kogulak River mündet schließlich 37 km südlich der Siedlung Nain in die Voisey’s Bay, eine Bucht an der Ostküste der Labrador-Halbinsel. 6,4 km oberhalb der Mündung befindet sich ein 9,2 m hoher Wasserfall. Dieser hindert Wanderfische am Aufstieg vom Meer in das Flusssystem. Der Side Brook, der wichtigste Nebenfluss, trifft 4 km oberhalb der Mündung von rechts auf den Kogaluk River.

## Hydrologie
Der Kogaluk River entwässert ein Areal von 5434 km². Der mittlere Abfluss 9 km oberhalb der Mündung beträgt 98,6 m³/s. Die Wasseroberfläche des Flusses gefriert im Winter. Die höchsten Abflüsse treten während der Schneeschmelze im Spätfrühjahr auf. Der abflussreichste Monat ist der Juni mit im Mittel 384 m³/s.